# Horsfieldia spicata
Horsfieldia spicata är en tvåhjärtbladig växtart som först beskrevs av William Roxburgh, och fick sitt nu gällande namn av James Sinclair. Horsfieldia spicata ingår i släktet Horsfieldia och familjen Myristicaceae. Inga underarter finns listade i Catalogue of Life.